# Winkel (Molenbeersel)
De Winkel, vaak genoemd als op Winkel of Opwinkel,  is een gehucht van het dorp Molenbeersel, in Belgisch-Limburg.
De historische kern van de Winkel ligt langs het centrale gedeelte van de lange Eikelenbosstraat (huisnummers 3 tot 7). De zogenaamde Donker Hoeve (aan het kruispunt Winkelstraat–Donkerdijk) behoorde ook tot het gehucht. In de jaren 1950–1960 ontstond er extra bebouwing in de omgeving.

## Geschiedenis
De Winkel werd gesticht op het stuk heide tussen het Stramprooierbroek (westen) en het Winkelder Ven (oosten). Een van de oudste hoeves is Stevenshof, vermeld vanaf 1522. In de middeleeuwen was de Winkel een nederzetting van het abdijvorstendom Thorn. In de Franse tijd werd het een exclave van de nieuwe gemeente Ittervoort. In 1843 stond Nederland 'de Beersels' af aan België, waarna de Winkel eerst bij Kessenich en dan bij Molenbeersel ingedeeld werd (zie de oprichting van Molenbeersel). Belangrijk voor de verdere ontwikkeling van de Winkel was de drooglegging van de omliggende moerassen, door middel van de Lossing.

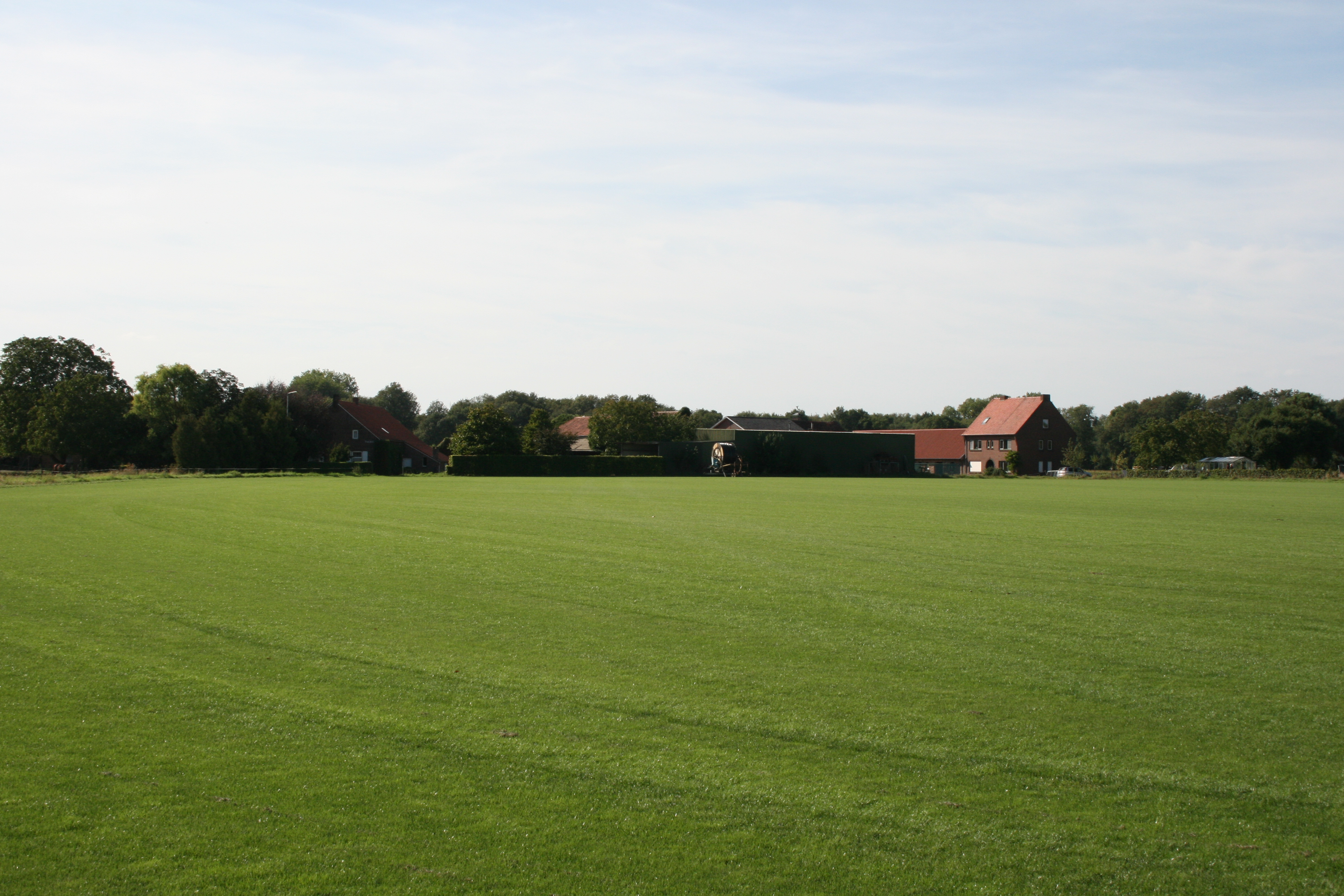
Zicht op het gehucht
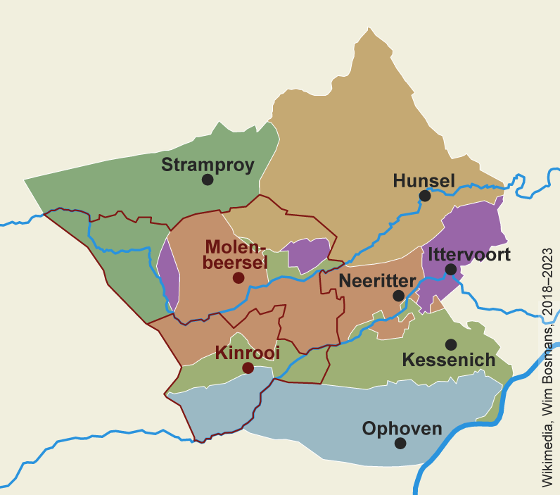
Tot 1845 was de Winkel een exclave van Ittervoort (de paarse strook links)

Deelgemeenten: Kessenich · Kinrooi · Molenbeersel · Ophoven

Overige kernen: Geistingen

Belgische gemeenten · Arrondissement Maaseik · Limburg · Vlaanderen